# Piratpladen
Piratpladen: Demoindspilninger '77-'87 er et album af den danske musiker Sebastian, der indeholder 28 demoindspilninger af kunstnerens mest kendte sange fra 1977-1987, såvel som nogle få helt ukendte. Det blev udgivet i 1990. Alle numre er private optagelser fra perioden 1977 til 1987, indspillet på 2, 4 or 8 track tape recorders, samlet og redigeret i april 1990.

## Spor
1. "Du sku ha' lyttet til mig"
2. "Du er ikke alene"
3. "Jens & Daisy"
4. "Cirkusvognen"
5. "Sprechstallmeisteren"
6. "Den lille malkeko"
7. "Klovnerne"
8. "Linedanseren"
9. "Romeo"
10. "Sommerfuglen"
11. "Vind- og vejrhaner"
12. "Lili M"
13. "Stille før storm"
14. "80'ernes Boheme"
15. "Beauty & the beast"
16. "Sangen om langfart"
17. "De grå katte"
18. "Ballet experience"
19. "Den første nat alene"
20. "Dans med mig"
21. "Sørøversangen"
22. "Find ham find ham"
23. "Naboerne"
24. "Fuld af nattens stjerner"
25. "Hispaniola"
26. "Brødre skal vi dele"
27. "Den flyvende hollænder"
28. "Papegøjesangen"